# Pierre Lachau
Pierre Lachau est un homme politique français né le 3 avril 1746, à Aspres-lès-Veynes, près de Veynes.

## Biographie
Avant d'être élu comme député, Pierre Lachau était notaire, à Aspres-lès-Veynes. Le 14 germinal an VIII, il a été nommé conseiller de préfecture.

## Carrière politique
Pierre Lachau a été député des Hautes-Alpes du 10 avril 1797 au 26 décembre 1799 au Conseil des Cinq-Cents, puis membre du Corps législatif, jusqu'à sa mort en 1802.[réf. nécessaire]